# All-Nippon-Airways-Flug 60
Am 4. Februar 1966 stürzte eine Boeing 727-100 auf dem All-Nippon-Airways-Flug 60 während des Anflugs auf den Flughafen Tokio-Haneda unter ungeklärten Umständen in die Bucht von Tokio.

## Flugzeug
Die Boeing 727 war zum Zeitpunkt des Absturzes 11 Monate alt. Die meisten Passagiere kamen von einem jährlichen Winterfestival in Chitose.

## Verlauf
Der letzte Funkkontakt bestand wenige Minuten vom Zielflughafen entfernt. Die Piloten meldeten der Flugsicherung, sie wollten Landebahn 33R im Sichtanflug anfliegen. Nach Aufforderung der Flugsicherung meldeten die Piloten um 19.00 Uhr, dass sie sich im Queranflug befänden. Dies war der letzte Funkkontakt, wenige Minuten später schlug das Flugzeug auf der Meeresoberfläche auf.
Trotz sofort eingeleiteter Rettungsmaßnahmen gab es keine Überlebenden.

## Bergung
Von den 133 Personen an Bord konnten nur 20 Leichen geborgen werden. Das Flugzeug war, bis auf das Heck und die Tragflächen, vollkommen zerstört. Die Trümmerteile wurden zur Unfalluntersuchung geborgen.

## Theorie zur Absturzursache
Die Untersuchung der Trümmer ergab, dass die Boeing 727 intakt auf dem Wasser auftraf. Eine Hypothese besagt, dass die Piloten beim Sichtanflug die Orientierung verloren und das Flugzeug zu schnell sinken ließen, sodass es dann auf dem Wasser zerschellte.

## Absturzserie in Japan
Der Unfall von All-Nippon-Airways-Flug 60 war der erste von fünf Unfällen mit Passagiermaschinen in Japan im Jahr 1966, welche das dortige Vertrauen in die Luftfahrt erschütterten.
- 4. März: Canadian-Pacific-Airlines-Flug 402 mit 64 Toten
- 5. März: BOAC-Flug 911 mit 124 Toten
- 26. August: Startunfall einer Convair CV-880 der Japan Domestic Airlines (JA8030) bei einem Trainingsflug mit 5 Toten[1]
- 13. November: All-Nippon-Airways-Flug 533 mit 50 Toten